# Callipeltis
Callipeltis är ett släkte av måreväxter. Callipeltis ingår i familjen måreväxter.
Kladogram enligt Catalogue of Life:
| Callipeltis | \| \| Callipeltis cucullaris \| \| \| \| \| \| Callipeltis factorovskyi \| \| \| \| \| \| Callipeltis microstegia \| \| \| \| |
|             | \| \| Callipeltis cucullaris \| \| \| \| \| \| Callipeltis factorovskyi \| \| \| \| \| \| Callipeltis microstegia \| \| \| \| |
|             | Callipeltis cucullaris |
|             | |
|             | Callipeltis factorovskyi |
|             | |
|             | Callipeltis microstegia |
|             | |